# Соколово (Габровська область)
Соко́лово (болг. Соколово) — село в Габровській області Болгарії. Входить до складу общини Дряново.

## Населення
За даними перепису населення 2011 року у селі проживали 39 осіб.
Національний склад населення села:
| Національність   | Кількість осіб | Відсоток |
| ---------------- | -------------- | -------- |
| болгари          | 34             | 87,2%    |
| турки            | 5              | 12,8%    |
| цигани           | 0              | 0%       |
| інша             | 0              | 0%       |
| не визначились   | 0              | 0%       |
| Всього відповіли | 39             |          |

Розподіл населення за віком у 2011 році:
Динаміка населення: